# Udo Hirsch
Udo Hirsch (* 5. Februar 1933; † 23. Oktober 2001) war ein deutscher Jazzpianist.
Hirsch trat bereits mit 16 Jahren in den US-Clubs der Rhein-Neckar-Region auf, teilweise in den Bands von Fritz Hartschuh. In den nächsten Jahren spielte er mit Musikern wie Karl Berger, Dietrich Geldern, Joe Hackbarth, Hans Koller, Albert Mangelsdorff, Werner Pöhlert, Toni Rabold, Götz Wendtland und Attila Zoller. Mitte der 1950er Jahre gehörte er zu den von Werner Rehm geleiteten Two Beat Stompers, der damals einflussreichsten deutschen Band des traditionellen Jazz,. tourte daneben aber auch im Modern Jazz mit Emil Mangelsdorff und Joki Freund. In den 1980er Jahren trat Hirsch im Frankfurter Raum auf, um dann im Swingtett von Fritz Münzer zu wirken. Seit 1987 war er der Pianist der RhineStream JazzBand, mit der er auch zahlreiche Alben einspielte.

## Diskographische Hinweise
- RhineStream JazzBand live mit Kiki und Fritz (1993)
- RhineStream JazzBand live with jazz-ladies (1998)
- Silvia Brown & Udo Hirsch Alone Together (2000–2001)